# Marymont-Kaskada

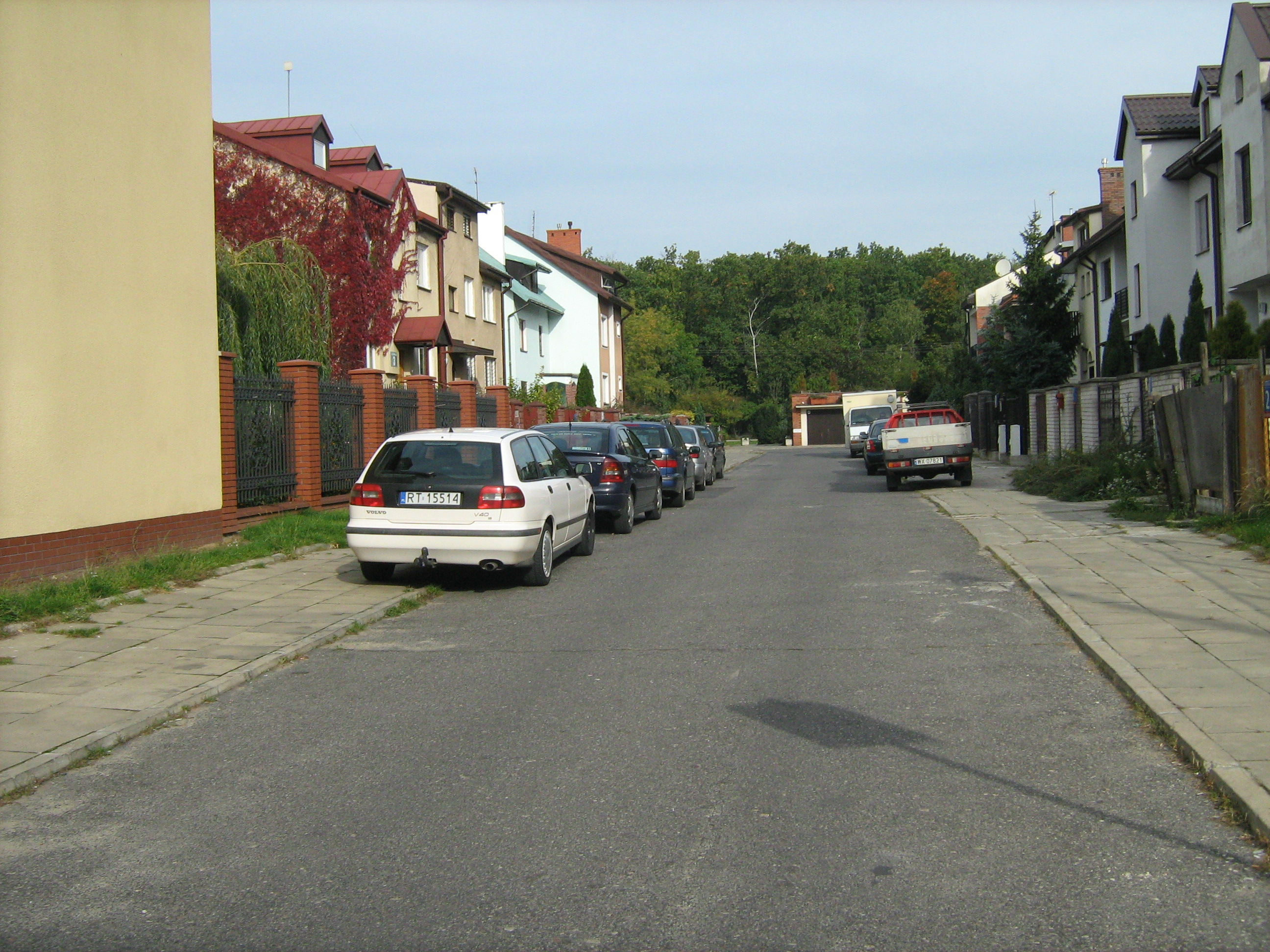
Ulica Brunona Schulza

Marymont-Kaskada – obszar MSI w dzielnicy Bielany w Warszawie.

## Położenie
Marymont-Kaskada według MSI położony jest pomiędzy:
- al. Armii Krajowej od południa,
- ul. Marymoncka od zachodu,
- ul. Podleśna od północy,
- ul. Klaudyny i Mickiewicza od wschodu.

## Historia
Rejon Marymont-Kaskada nazwę przejął od założonego na Marymoncie założenia pałacowego ze zwierzyńcem, który znajdował się właśnie na terenie Kaskady. Istniejący tu dziś staw jest pozostałością po parku i rzece Rudawce, która płynęła tędy jeszcze po II wojnie światowej, a obecnie istnieje jedynie końcowy, uregulowany fragment przy ul.Klaudyny.
W 1825 Karol Fryderyk Minter wydzierżawił tereny folwarku nazwane później Rudą Fabryczną (dzisiejsze okolice ul. Rudzkiej). Powstaje tu olejarnia, młyn wodny oraz ośrodek wypoczynkowy z rybnymi stawami, ogrodem i domkami letniskowymi na kępach, do których można było dostać się łódkami lub po mostkach urządzonych na wzór japoński. Istniały tu także łazienki letnie i szkoła pływania.
8 kwietnia 1916 generał-gubernator Hans Hartwig von Beseler wydał rozporządzenie włączające do Warszawy (od 1 kwietnia 1916) m.in. Kaskadę, położoną w tamtym czasie w gminie Młociny.